# 船橋市
船橋市（日语：／ Funabashi shi */?）是日本千葉縣西北部的城市，大致在東京與縣廳所在地千葉市中間，為日本人口最多的中核市，人口數在縣內僅次於千葉市。船橋市位於東京灣最內部，作為海上和陸上交通要地而興盛，也是日本除政令指定都市以外人口最多的都市。從1960年建造公團住宅前原團地開始，內陸地區興建起多棟住宅團地，並逐漸成為東京的通勤城鎮，人口大幅增加。船橋市是縣內次於千葉市、銚子市和市川市之後實施市制。

## 地理
船橋市轄區東西約13.86公里，南北約14.95公里，最高點是習志野3丁目的32.3公尺，最低點是南海神1丁目、湊町1丁目的0.2公尺。中央地區為平坦的洪積台地，屬下總台地一部分。臨海地區為沿岸流形成的砂丘，有廣大的零海拔地帶。過去曾是淺海，但現在都已填埋成陸，現僅留下地名三番瀨。
西部有往南流入東京灣的海老川，東北部有往東流入印旛放水路的神崎川，下總台地則是海老川水系與利根川水系的分水嶺。台地與砂丘之間的低地是沖積平原。過去台地邊緣的侵食谷開發為谷津田，而台地上則是樹林與農田。現在台地上下都已變成廣大的住宅地。

### 地形

#### 平原、丘陵
- 東京灣岸低地、下總台地（日语：下総台地）

#### 河川
- 一級河川利根川水系（往東京灣）
  - 真間川（日语：真間川）、法田川、二和川（日语：大柏川）、二俣川（日语：二俣川 (千葉県)）、葛飾川（日语：葛飾川）
- 一級河川利根川水系（印旛放水路往印旛沼（日语：印旛沼））
  - 桑納川（日语：桑納川）、坪井川、駒込川、木戶川（日语：木戸川 (船橋市)）、三咲川、大穴川、金堀川、神保川、神崎川（日语：神崎川 (千葉県)）、鈴身川、高才川、小室川、小野田川、二重川（日语：二重川 (千葉県)）、豐富川、白幡川、志多田川
- 二級河川海老川（日语：海老川）水系（往東京灣）
  - 海老川、長津川（日语：長津川 (千葉県)）、上長津川、向田川、貝塚川、塚田川、銅谷川、前原川、中野木川、花輪川、宮本川、市場川、飯山滿川（日语：飯山満川）、北谷津川、金杉川、高根川（日语：高根川）、念田川、宮前川
- 二級河川菊田川（日语：菊田川）水系（往東京灣）
  - 田喜野井川、二宮川、三田川、三山川
- 其他單獨河川
  - 海神川（日语：海神川）、本海川、高瀨川、谷津川

#### 湖、濕地
- 長津川調整池

#### 海、海岸
- 東京灣

### 氣候
- 船橋市各月平均氣溫與平均降雨量[1]

| 船橋市                                                     | 船橋市      | 船橋市      | 船橋市       | 船橋市       | 船橋市       | 船橋市       | 船橋市       | 船橋市       | 船橋市       | 船橋市       | 船橋市       | 船橋市      | 船橋市          |
| 月份                                                       | 1月         | 2月         | 3月          | 4月          | 5月          | 6月          | 7月          | 8月          | 9月          | 10月         | 11月         | 12月        | 全年            |
| ---------------------------------------------------------- | ----------- | ----------- | ------------ | ------------ | ------------ | ------------ | ------------ | ------------ | ------------ | ------------ | ------------ | ----------- | --------------- |
| 历史最高温 °C（°F）                                        | 18.6 (65.5) | 24.7 (76.5) | 24.5 (76.1)  | 27.1 (80.8)  | 33.2 (91.8)  | 34.8 (94.6)  | 38.0 (100.4) | 39.0 (102.2) | 35.6 (96.1)  | 32.2 (90.0)  | 24.3 (75.7)  | 23.5 (74.3) | 39.0 (102.2)    |
| 平均高温 °C（°F）                                          | 9.4 (48.9)  | 10.2 (50.4) | 13.6 (56.5)  | 18.5 (65.3)  | 22.4 (72.3)  | 25.8 (78.4)  | 29.6 (85.3)  | 31.0 (87.8)  | 27.4 (81.3)  | 21.7 (71.1)  | 16.5 (61.7)  | 11.9 (53.4) | 19.8 (67.6)     |
| 日均气温 °C（°F）                                          | 4.9 (40.8)  | 5.6 (42.1)  | 8.7 (47.7)   | 13.6 (56.5)  | 17.9 (64.2)  | 21.5 (70.7)  | 25.3 (77.5)  | 26.5 (79.7)  | 23.3 (73.9)  | 17.5 (63.5)  | 12.0 (53.6)  | 7.2 (45.0)  | 15.3 (59.5)     |
| 平均低温 °C（°F）                                          | 0.6 (33.1)  | 1.2 (34.2)  | 4.0 (39.2)   | 9.1 (48.4)   | 14.1 (57.4)  | 18.2 (64.8)  | 22.1 (71.8)  | 23.3 (73.9)  | 20.1 (68.2)  | 14.0 (57.2)  | 8.0 (46.4)   | 2.9 (37.2)  | 11.5 (52.7)     |
| 历史最低温 °C（°F）                                        | −4.7 (23.5) | −4.7 (23.5) | −2.0 (28.4)  | −0.6 (30.9)  | 7.4 (45.3)   | 10.7 (51.3)  | 15.7 (60.3)  | 16.6 (61.9)  | 9.5 (49.1)   | 6.0 (42.8)   | −1.1 (30.0)  | −3.6 (25.5) | −4.7 (23.5)     |
| 平均降水量 mm（）                                          | 70.2 (2.76) | 55.2 (2.17) | 100.2 (3.94) | 107.5 (4.23) | 135.9 (5.35) | 141.1 (5.56) | 115.9 (4.56) | 124.0 (4.88) | 178.2 (7.02) | 232.6 (9.16) | 103.1 (4.06) | 70.2 (2.76) | 1,462.9 (57.59) |
| 平均降水天数（≥ 1.0 mm）                                   | 5.4         | 6.2         | 9.5          | 10.7         | 11.5         | 11.9         | 9.4          | 7.5          | 9.8          | 11.3         | 8.3          | 5.4         | 107.7           |
| 月均日照時數                                               | 182.5       | 167.5       | 180.3        | 181.6        | 165.6        | 121.5        | 158.7        | 188.7        | 149.7        | 140.1        | 142.1        | 179.5       | 1,956.6         |
| 来源：氣象廳 （平均値：1999年 - 2010年、極値：1999年至今） |             |             |              |              |              |              |              |              |              |              |              |             |                 |

#### 地名
湊町地域
本町3丁目、湊町、濱町、若松、日之出、西浦、榮町、潮見町 、高瀨町
本町地域
宮本、市場、東船橋、東町、駿河台、本町（3丁目除外）、南本町、海神、海神町、海神町東、海神町西、海神町南、南海神
葛飾地域
山野町、印內町、葛飾町、本鄉町、古作町、古作、西船、印內、東中山、二子町、本中山
法典地域
旭町、前貝塚町 、行田町、行田、山手、北本町、丸山、藤原、上山町、馬込町
夏見地域
夏見、夏見町、夏見台、米崎町、高根町、金杉町、金杉、金杉台、綠台
前原地域
前原東、前原西、中野木、三山、田喜野井、習志野
習志野台地域
二宮、飯山滿町、瀧台町、瀧台、藥圓台、薬園台町、七林町、習志野台、西習志野
新高根、芝山地域
高根台、芝山、新高根
八木谷地域
二和東、二和西、三咲町、三咲、南三咲、八木谷町、咲丘、みやぎ台、八木谷、高野台、松丘、大穴町、大穴南、大穴北
豐富地域
小室町、小野田町、大神保町、神保町、車方町、鈴身町、豐富町、金堀町、楠山町、古和釜町、坪井西、坪井東、坪井町

#### 人口
| 船橋市人口分布圖 |                                               |  |
| 船橋市與日本全國年齡別人口分布比較圖 （2005年資料） | 船橋市的年齡、男女別人口分布圖 （2005年資料） |  |
| ■紫色是船橋市 ■綠色是全国 | ■藍色是男性 ■紅色是女性                       |  |
| 船橋市人口變化 \| 1970年 \| 325,426人 \| \| \| 1975年 \| 423,101人 \| \| \| 1980年 \| 479,439人 \| \| \| 1985年 \| 506,966人 \| \| \| 1990年 \| 533,270人 \| \| \| 1995年 \| 540,817人 \| \| \| 2000年 \| 550,074人 \| \| \| 2005年 \| 569,835人 \| \| \| 2010年 \| 609,040人 \| \| \| 2015年 \| 622,890人 \| \| \| 2020年 \| 642,907人 \| \| |                                               |  |
| 資料來源：日本總務省統計中心提供之人口普查數據 |                                               |  |
| 1970年 | 325,426人                                     |  |
| 1975年 | 423,101人                                     |  |
| 1980年 | 479,439人                                     |  |
| 1985年 | 506,966人                                     |  |
| 1990年 | 533,270人                                     |  |
| 1995年 | 540,817人                                     |  |
| 2000年 | 550,074人                                     |  |
| 2005年 | 569,835人                                     |  |
| 2010年 | 609,040人                                     |  |
| 2015年 | 622,890人                                     |  |
| 2020年 | 642,907人                                     |  |

## 市史

### 市名
- 市名源自於其前身船橋町（日语：船橋町）。地名起源眾說紛紜，傳聞日本武尊在此以船架橋渡河而得名。目前最有力的說法是海老川（日语：海老川）的船隻上架設木板作為渡橋而稱「船橋」。古時有名為夏見干潟的大型內海，此地作為港口而興盛。
- 船橋最早可追溯至鎌倉時代，鎌倉時代的歷史書《吾妻鏡》中曾出現「船橋」的地名。

### 沿革（概略）
- 挖掘出海老作貝塚與高根木戶貝塚等大規模貝塚，推論此地在繩文時代已有大型聚落。
- 平安時代中期的《日本三代實錄》中記載「下總國意富比神」。此意富比（おおい）神社為船橋大神宮的前身。
- 中世紀，此地是位於海老川（日语：海老川）河口的港口，為交通要地，而意富比神社門前也十分繁榮。
- 近世，作為房總往還、御成街道、佐倉街道（日语：佐倉街道）等主要街道的間宿（日语：間の宿）而繁榮。其中，因成田山信仰的興盛，此地也是成田山參拜客的休息地。
- 近代，川端康成曾在小說中提及『船橋是兵隊之町』。作為軍都習志野的近郊都市，兵隊、軍屬相關產業十分發達。另一方面，身為東京的近郊都市，電力、通訊、交通、醫療等各方面基礎設施陸續建設，花輪與宮本等海岸地區成為別墅、高級住宅區（如：山崎別莊（日语：山崎別荘））。
- 敗戰後，由於倖免於戰災蹂躪，船橋成為物資的集散地，黑市十分發達，有「日本的上海」之稱。
- 經濟成長期，海岸新生地成立京葉工業地域。

### 年表

#### 先史時代
- 史前－受到富士山與赤城山、筑波山等噴發活動與地殻變動的影響形成陸地。之後，東京灣沿岸的台地受到海水與雨水等的侵蝕而形成谷津（日语：谷津）地形。
- 舊石器時代－市內的下總台地（日语：下総台地）上挖掘出多座豎穴式住居（日语：竪穴式住居）與貝塚遺跡，推論此地在3萬年前已有人類居住。
  - 西之台遺跡（二和西）、法華經寺山遺跡（藤原）、八人割遺跡（藤原町）、下鄉後遺跡（藤原）

#### 繩文至奈良時代
繩文時代
- 早期－佐倉道南遺跡（前原）、飛之台貝塚（日语：飛ノ台貝塚）（海神）等遺跡。
- 前期－西之台遺跡（二和西）、飯山滿東遺跡（芝山）、古和田台遺跡（新高根）、法蓮寺山遺跡（藤原）、下鄉後遺跡（藤原）、八榮北遺跡等。
- 中期－海老作貝塚（大穴町）、高根木戶遺跡（西習志野）、高根木戶北遺跡（西習志野）、澤之台遺跡（七林町）、中野木台遺跡（中野木町）、飯山滿東遺跡（芝山）、中野木新山遺跡（中野木町）、飯山滿台遺跡等。
- 後期－古作貝塚（古作町）、宮本台遺跡（東船橋）、藥園台遺跡（藥圓台）、池谷津遺跡（小室）、金堀台貝塚（豐富町）等。
- 末期－金堀台貝塚（豐富町）、池谷遺跡（小室）等。

彌生時代
- 中期－法蓮寺山遺跡（藤原）等。
- 西元前110年（景行天皇40年）－意富比神社創建。
- 後期－夏見台遺跡（夏見台）、夏見大塚遺跡（夏見台）、立場遺跡（金杉）等。

古墳時代－總國的千葉國造與印波國造管轄。
- 前期－西之台遺跡（二和西）等。
- 中期－外原遺跡（田喜野井）、柏上遺跡（八木谷）、夏見台遺跡（夏見台）等。
- 後期-夏見台遺跡（夏見台）、小室遺跡（小室）、海神台西遺跡（海神）、印內台遺跡（印內）

飛鳥時代－兵部省所管之大結馬牧設於夏見附近。

奈良時代－印內台遺跡（印內）、夏見台遺跡（夏見台）、本鄉台遺跡（西船）、海神台西遺跡（海神）等。
- 645年－大化改新後，市南部及中部、東部（元祿後為千葉郡（日语：千葉郡））屬下總國葛飾郡，北部屬千葉郡。

#### 平安至戰國時代
平安時代
- 前期－夏見台遺跡（夏見台）、夏見大塚遺跡（夏見台）、印內台遺跡（印內）、印内遺跡（印內）、本鄉台遺跡（西船）、本鄉台遺跡（西船）、海神大西遺跡（海神）等。
- 863年（貞觀5年）－《日本三代實錄》中記述「下總國意富比神社」。
- 927年（延長5年）－《延喜式》中記述「意富比神社」、「二宮神社（日语：二宮神社 (船橋市)）（論社）」。
- 935年（承平5年）－《倭名類眾抄》中記載鄉名「栗原鄉」。
  - 2月－發生平將門之亂。市內各地流傳將門傳說。
- 1138年（保延4年）－海老川（日语：海老川）流域的湊鄉、夏見鄉、金曾木鄉、宮本鄉、高根鄉為伊勢神宮的御廚（夏見御廚（日语：夏見御厨）|船橋御廚）。御廚內設立夏見神明社、豐受神社（日语：豊受神社）等。
- 1186年（文治2年）－根據《吾妻鏡》，船橋御廚從伊勢神宮御廚改為白河院領。

鎌倉時代
- 12世紀末－一部分豐富地區為萱田神保御廚（臼井氏莊園）。
- 14世紀－《吾妻鏡》記載地名船橋。
- 1331年（元德3年）－《中山法華經寺文書》記載地名「古牟呂村」（小室村）。

室町時代、戰國時代
- 南北朝時代至室町時代，市域西部、北部為法華經寺領（千葉胤貞移讓），東部為馬加氏（日语：馬加氏）（馬加城主）領地。
- 戰國時代前後，包含市域在內的下總國西部為千葉氏家臣原氏（生實城（日语：生実城）主）領地。
- 1410年（應永17年）－《淨光院文書》記載地名「大神保村」。
- 1423年（應永30年）－御瀧山金藏寺（日语：金蔵寺 (船橋市)）開山。
- 1445年（文安2年）－舉行下總三山七年祭（日语：下総三山の七年祭り）的前身磯出祭。
- 1563年、1564年（永祿6年、永祿7年）－小金原（習志野台）爆發第二次國府台之戰。
- 1566年（永祿9年）－由於上杉謙信的攻勢，原氏據點移至臼井城（日语：臼井城）。栗原、船橋的領地移讓給高城氏（小金城主）。
- 1568年（永祿11年）－在北條氏豪族的攻撃下，夏見城（日语：夏見城）（現：長福寺（日语：長福寺 (船橋市)））陷落。

#### 桃山至江戶時代
桃山時代
- 1578年（天正6年）－領主高城胤辰（日语：高城胤辰）允許船橋大神宮門前町自治。
- 1590年（天正18年）－北條氏滅亡，德川氏入府關東。為武田信吉領地。幕府在市域中部一帶設置小金牧（日语：小金牧）。

江戶時代
- 武田信吉轉封佐倉藩後，除栗原藩，主要街道為天領，其他為旗本知行地（日语：地方知行）。
- 1600年（慶長5年）－德川氏家臣成瀨氏（日语：成瀬氏）因關原之戰的戰功而晉升大名之列，在栗原（現在的本中山、西船附近）設置陣屋（栗原藩）。
- 1614年（慶長19年）－在東金修築以獵鷹為目的的御成街道。建造船橋御殿（現船橋東照宮（日语：船橋東照宮）近邊）。
- 1615年（元和元年）－德川家康、秀忠一行在船橋御殿宿泊，船橋浦因獻魚之功，被指定為御菜浦（日语：御菜浦）。
- 1638年（寛永15年）－藩主成瀨氏斷絕，栗原藩改易。
- 1674年至1678年（延寶2年至延寶6年）－小金牧一部分進行開墾，開闢神保新田、前原新田、瀧台新田、上山新田、藤原新田、丸山新田、行田新田等七村。
- 1703年（元祿16年）－元祿大地震，船橋浦因海底變化，失去原來優良的漁場環境，漁獲量大幅減少，導致御菜浦權威喪失，盜捕者急增。至1874年（明治7年）廢止為止，漁場競爭十分激烈。
- 1721年（享保6年）－船橋的幕府試砲台場（現：了源寺）進行大砲試射。
- 1722年（享保7年）－作為享保改革|享保改革的一環，丹羽正伯（日语：丹羽正伯）與桐山太右衛門開設下總小金野藥園（後藥園台新田）。
- 1725年（享保9年）－第1回德川將軍家小金原御鹿狩（日语：小金原御鹿狩）（德川吉宗）。
- 1726年（享保11年）－第2回德川將軍家小金原御鹿狩（德川吉宗）。
- 1785年（天明5年）－西海神濱的鹽田業本格化。
- 1795年（寛政7年）－第3回德川將軍家小金原御鹿狩（德川家齊）。
- 1824年（文政7年）－船橋漁師與貓實、東宇喜田漁師在漁場發生衝突，船橋漁師總代死於獄中。
- 1849年（嘉永2年）－第4回德川將軍家小金原御鹿狩（德川家慶）。

#### 明治至大戰
- 1868年（明治元年）－戊辰戰爭，船橋大神宮周邊、馬込澤台、海神方向爆發船橋之戰，本陣大神宮所在的船橋本町大半燒毀。幕府廢除後，天領地編入佐倉藩。
- 1869年（明治2年）－設葛飾縣（日语：葛飾県），管轄大部分地區。
  - 10月－12月－東京新田開墾事業，二和、三咲開村。
- 1871年（明治4年）－設印旛縣（日语：印旛県），管轄此地。
- 1872年（明治5年）－頒布學制（日语：学制），各地尋常小學校（船橋小、宮本小、法典小、海神小、豐富小、八榮小前身）開校。
- 1873年（明治6年）4月29日－因近衛兵大演習，明治天皇行幸大和田原。（史上第一次天皇至縣來幸）
  - 5月13日－陸軍習志野原練兵場設於二宮村。後擴張至大和田町（日语：大和田町 (千葉県)）、幕張町（日语：幕張町）。
  - 6月15日－設立千葉縣，管轄此地。
- 1881年（明治14年）八榮村、法典村、二宮町、豐富村設立宮內省管轄之習志野原御獵場（日语：習志野原御猟場），演習場內設置御獵場事務所（現鄉土資料館附近）。（1925年廢止）
- 1889年（明治22年）4月1日－市町村制施行。
- 1894年（明治27年）7月20日－總武鐵道市川～佐倉間開通。船橋站開業。
- 1895年（明治28年）4月12日－下總中山站開業。
  - 9月21日－總武鐵道津田沼站開業。
- 1897年（明治30年）6月1日－總武鐵道全線開通，東京至成田可一日往返，此地失去中繼站的地位。之後，特別是海岸地區，商業、休閒性質強烈。
- 1899年（明治32年）－編制習志野騎兵連隊（日语：騎兵第1旅団 (日本軍)）。
- 1900年（明治33年）－11月27日，習志野衛戍醫院（後習志野陸軍醫院（日语：習志野陸軍病院））於二宮村設立。
- 1903年（明治36年）－古和釜農民（豐富村）發起御獵場反對運動。
- 1907年（明治40年）9月1日－總武鐵道國有化。
- 1908年（明治41年）6月17日－國鐵總武本線市川～船橋間（同年船橋～千葉間）複線化。
- 1915年（大正4年）3月－海軍無線電信所船橋送信所（日语：海軍無線電信所船橋送信所）竣工（塚田村與葛飾町交界附近）。
- 1916年（大正5年）－陸軍騎兵學校（日语：陸軍騎兵学校）遷往二宮村（日语：二宮町 (千葉県)）。
  - 12月30日－京成電氣軌道（現京成電鐵）延伸至船橋，京成船橋站開業。
- 1918年（大正7年）7月－東華學校（現縣立船橋高等學校（日语：千葉県立船橋高等学校））創立。
- 1919年（大正8年）10月－松戶競馬倶樂部（現中山競馬場）移至現址。
- 1923年（大正12年）9月1日－關東大地震，災情輕微。海軍無線電信所船橋送信所在震災發生時傳送電報至全國各地。大量東京受災戶湧入此地。
  - 12月27日－北總鐵道（現東武鐵道野田線）船橋～柏間開通。
- 1925年（大正14年）－習志野原御獵場廢止。
- 1929年（昭和4年）－齊柏林飛船在習志野原停留。
- 1933年（昭和8年）9月15日－國鐵總武本線市川～船橋間電氣化。
  - 8月1日－陸軍習志野學校（日语：陸軍習志野学校）在二宮町開校（後編入習志野市）。
- 1935年（昭和10年）7月1日－國鐵總武本線船橋～千葉間電氣化。

##### 市制後
- 1937年（昭和12年）4月1日－船橋町（日语：船橋町）、葛飾町（日语：葛飾町）、八榮村（日语：八栄村）、法典村（日语：法典村）、塚田村合併成立船橋市。是縣下第四個施行市制的地區。
- 1941年（昭和16年）12月2日－海軍無線電信所船橋送信所向航往夏威夷的真珠灣攻撃部隊發出暗號「登上新高山1208」（ニイタカヤマノボレ1208）的電報。
  - 日本建鐵船橋製作所等軍需工廠移至此地。
- 1942年（昭和17年）4月－空襲東京的部隊通過。
- 1943年（昭和18年）8月2日－東部軍教育隊（日语：東部軍管区教育隊）設於二宮町。
- 1944年（昭和19年）1944年3月－閣議決定關閉中山競馬場，改為軍馬收集場、陸軍軍醫學校血清疫苗製造所。
  - 5月－攔截機「雷電」一號機因祝賀飛行飛往市內。
  - 夏見台設置高射砲，但遭炸毀。
- 1945年（昭和20年）－二宮町空襲，役場周邊的瀧台（日语：滝台）與前原（日语：前原 (船橋市)）部分燒毀。
  - 9月11日－太平洋戰爭戰敗後，為容納中國大陸返國者，開拓農地開發營團習志野事業部在陸軍習志野練兵場緊急開拓（日语：戦後開拓）。

#### 戰後至今
- 1946年（昭和21年）4月－設置千葉縣血清製造所（後移往市川市國府台）
  - 6月 昭和天皇前往戰災地、陸軍習志野練兵場等舊軍設施視察。
  - 9月，11月－東邦女子醫學藥學專門學校、東邦女子理學專門學校（現東邦大學理學、藥學部）自大田區大森西移至三山。
  - 11月4日－市立圖書館（現船橋市立西図書館（日语：船橋市図書館））開館。
- 1947年（昭和22年）12月27日－新京成電鐵新津田沼～藥園台間開通。
- 1948年（昭和23年）3月7日－船橋市警察署（自治體警察（日语：自治体警察 (旧警察法)））成立。
- 1949年（昭和24年）4月1日－船橋市消防本部（現船橋市消防局（日语：船橋市消防局））設立。
- 1950年（昭和25年）8月21日－船橋競馬場開幕。
  - 10月29日－船橋賽車場（日语：船橋オートレース場）開幕。
- 1951年（昭和26年）6月－警察預備隊入駐騎兵學校舊址（現習志野駐屯地（日语：習志野駐屯地））。
- 1952年（昭和27年）7月28日－天然氣成功勘探。
  - 12月10日－千葉縣成為船橋港管理者。
- 1953年（昭和28年）3月25日－依據港灣法（日语：港湾法），船橋港指定為地方港灣（日语：地方港湾）。
  - 8月1日－二宮町（日语：二宮町 (千葉県)）編入。人口突破10萬人。
- 1954年（昭和29年）4月1日－豊富村（日语：豊富村 (千葉県)）編入。
  - 7月1日－船橋市警察署改組為千葉縣船橋警察署（現千葉縣警察（日语：千葉県警察）船橋警察署（日语：船橋警察署））。
- 1955年（昭和30年）9月30日－習志野台部分區域併入習志野市。
  - 11月3日－船橋健康中心（日语：船橋ヘルスセンター）落成。
- 1956年（昭和31年）－東京灣開始進行大規模填海造陸（完成後為日之出、榮町、西浦）。
- 1958年（昭和33年）9月26日－因狩野川颱風，海老川沿岸的宮本、本町、飯山滿、前原等地淹水。
  - 11月10日－國鐵西船橋站開業。
- 1960年（昭和35年）4月29日－京葉道路海神～一之江間通車。
  - 10月1日－前原團地（日语：前原団地）開始遷入。
- 1961年（昭和36年）8月25日－高根台團地（日语：高根台団地）開始遷入。
  - 10月1日－依據港灣運送事業法（日语：港湾運送事業法），船橋港指定為二種港。
- 1967年（昭和42年）2月1日－習志野台團地（日语：習志野台団地）開始遷入。
- 1968年（昭和43年）1月8日－船橋賽車場遷離。
  - 2月20日－夏見台團地開始遷入。
  - 6月1日－依據港灣法（日语：港湾法），船橋港編入千葉港港域。指定為特定重要港灣（日语：特定重要港湾）。
- 1969年（昭和44年）3月29日－帝都高速度交通營團（現東京地下鐵）東西線西船橋～中野間全線開通。船橋中央批發市場開業。
  - 6月30日－若松團地（日语：若松団地）開始遷入。
  - 7月15日－人口突破30萬人。
- 1971年（昭和46年）5月19日－舊海軍無線電信所船橋送信所開始拆除。
  - 8月28日－金杉台團地（日语：金杉台団地）開始遷入。
  - 9月29日－因超抽地下水，地層下陷日趨嚴重。船橋市宣布地層下陷緊急聲明[4]。
- 1972年（昭和47年）1月1日－全面禁止開採天然氣。
  - 8月1日－依植物防疫法（日语：植物防疫法），船橋港為輸入指定港。
- 1973年（昭和48年）10月14日－第28回國民體育大會秋季大會（若潮國體）。為體操、馬術、舉重會場。
- 1975年（昭和50年）2月7日－新京成電鐵新津田沼～松戶間全線複線化。
  - 7月10日－船橋港依據港則法（日语：港則法）編入千葉港。為特定港（日语：特定港）。
- 1976年（昭和51年）3月31日－行田團地（日语：行田団地）開始遷入。
- 1977年（昭和52年）4月1日－芝山團地（日语：芝山団地）開始遷入。
- 1978年（昭和53年）1月20日－東京灣岸道路千葉～東京間暫時啟用。
  - 10月2日－國鐵武藏野線延長至西船橋。
- 1979年（昭和54年）3月9日－北總開發帖道小室、北初富間開通。
- 1981年（昭和56年）10月1日－國鐵東船橋站開業。
- 1982年（昭和57年）2月1日－船橋東警察署（日语：船橋東警察署）開署。船橋警察署改稱船橋西警察署（1991年改回舊稱）。
  - 9月22日－人口突破50萬人。
  - 10月10日－運動健康都市宣言。
  - 12月19日－和平都市宣言。
- 1986年（昭和61年）3月3日－國鐵京葉線西船橋站～千葉港站間開通。開設南船橋站。
- 1987年（昭和62年）12月17日－千葉縣東方沖地震（日语：千葉県東方沖地震 (1987年)），造成災害。
- 1988年（昭和63年）12月1日－JR京葉線第2期工程完工 (新木場站－南船橋站間，市川鹽濱站－西船橋站間)
- 1992年（平成4年）9月14日－福祉與綠的都市宣言。
- 1996年（平成8年）4月27日－東葉高速鐵道西船橋～東葉勝田台間開通。
- 2003年（平成15年）4月1日－指定為中核市。
- 2009年（平成21年）9月－人口突破60萬人。
- 2011年（平成23年）7月7日－贈送中小學生使用的學習巴士「KIDS船橋號」給東日本大震災災地福島縣相馬市與岩手縣大船渡市。

## 都市問題

### 土壤
舊帝國陸軍毒氣掩埋問題
近年傳聞舊日本陸軍軍用地曾掩埋毒氣彈。環境省、財務省、防衛省已對此進行調査，目前尚未有疑似案例發生。但舊日本陸軍習志野學校舊址與習志野演習場所在的習志野市、八千代市等周邊市町村仍對此感到不安。近隣地區已宣導民眾不要接觸腐蝕的不明金屬物體，應通報警方處理。

## 行政

### 行政區劃變遷
| 年月日                                       | 現：船橋市市域相關行政區劃變遷                                                                                              |
| -------------------------------------------- | --- |
| 1889年（明治22年）4月1日                     | 實施市町村制，東葛飾郡、千葉郡成立1町5村。 - 東葛飾郡（1町3村）船橋町、葛飾村、八榮村、塚田村 - 千葉郡（2村）二宮村、豐富村 |
| 1937年（昭和12年）4月1日                     | 船橋町、葛飾町、八榮村、法典村、塚田村合併成立船橋市（千葉縣內第四處實施市制，施行時的公告人口數為43,669人）。              |
| 1953年（昭和28年）8月1日                     | 千葉郡二宮町併入。 |
| 1954年（昭和29年）4月1日                     | 千葉郡豐富村併入。 |
| 1954年（昭和29年）8月                        | 宮本町1、2丁目地先公有水面埋立地併入。                                                                                      |
| 1955年（昭和30年）9月30日                    | 習志野町5丁目部分區域併入習志野市。                                                                                         |
| 1955年（昭和30年）9月－1956年（昭和31年）8月 | 宮本町1、2丁目地先公有水面埋立地併入。                                                                                      |
| 1960年（昭和35年）7月                        | 湊町4丁目與海神町3丁目地先公有水面埋立地併入。                                                                              |
| 1961年（昭和36年）1月                        | 海神町南1丁目地先公有水面埋立地併入。                                                                                       |
| 1961年（昭和36年）11月                       | 海神町南1丁目與西浦町地先公有水面埋立地併入。                                                                               |
| 1961年（昭和36年）12月                       | 西浦町地先公有水面埋立地併入。                                                                                              |
| 1964年（昭和39年）7月                        | 日之出町與宮本町2丁目地先公有水面埋立地併入。                                                                               |
| 1965年（昭和40年）3月                        | 濱町與宮本町2丁目地先公有水面埋立地併入。                                                                                   |
| 1965年（昭和40年）12月                       | 宮本町2丁目與若松町地先公有水面埋立地併入。                                                                                 |
| 1971年（昭和46年）1月                        | 本町1丁目地先公有水面埋立地併入。                                                                                           |
| 1973年（昭和48年）3月                        | 濱町2丁目、榮町與日之出町地先公有水面埋立地併入。                                                                           |
| 1973年（昭和48年）12月                       | 日之出町地先公有水面埋立地併入。                                                                                            |
| 1975年（昭和50年）6月                        | 若松2丁目、濱町2丁目、西浦3丁目與日之出2丁目地先公有水面埋立地併入。                                                        |
| 1976年（昭和51年）10月                       | 潮見町、若松町2、3丁目、高瀨町與濱町3丁目地先公有水面埋立地併入。                                                           |
| 1977年（昭和52年）7月                        | 若松2丁目與高瀨町地先公有水面埋立地併入。                                                                                   |
| 1980年（昭和55年）9月                        | 潮見町地先公有水面埋立地併入。                                                                                              |
| 1981年（昭和56年）12月                       | 日之出1丁目與湊町3丁目地先公有水面埋立地併入。                                                                              |
| 1982年（昭和57年）9月                        | 潮見町、濱町3丁目與若松3丁目地先公有水面埋立地併入。                                                                        |
| 1984年（昭和54年）3月                        | 潮見町地先公有水面埋立地併入。                                                                                              |
| 1984年（昭和59年）9月                        | 濱町2丁目、潮見町及高瀨町地先公有水面埋立地併入。                                                                           |
| 1987年（昭和62年）9月                        | 高瀨町、潮見町地先公有水面埋立地併入。                                                                                      |
| 1989年（平成元年）7月                        | 潮見町地先公有水面埋立地併入。                                                                                              |
| 1993年（平成5年）3月                         | 日之出2丁目地先公有水面埋立地併入。                                                                                         |
| 1998年（平成10年）3月                        | 濱町2丁目地先公有水面埋立地併入。                                                                                           |
| 1998年（平成10年）7月                        | 日之出2丁目與濱町2丁目地先公有水面埋立地併入。                                                                              |

### 市政

#### 市長
- 松戶徹（日语：松戸徹）（前船橋市政府職員，2013年7月19日就任  第一任[7]）

#### 財政
- 船橋市政府職員薪資水準高。在2005年（平成17年）總務省發表的拉氏指數（Laspeyres Index）中，船橋市為全國第七高，也是排名最高的中核市。薪資水準高於國家公務員已成為一大問題[8]。

#### 廣域行政
- 2007年4月27日，市川市、船橋市、松戶市、鎌谷市為共同研究未來可能的合併與移行政令指定都市，設立東葛飾、葛南地域4市政令指定都市研究會。2008年9月1日，4市推計人口合計達1,649,569人。

#### 設施

##### 市設施
- 船橋市役所（日语：船橋市役所）
- 福祉、保健設施
- 青少年設施
- 消費者中心
- 義工援設施
- 教育設施
- 休閒設施
- 環境設施
- 性別平等設施
- 船橋市本町停車場
- 船橋北口停車場
- 船橋市船橋南口地下停車場

##### 公安設施

###### 警察
- 船橋警察署（日语：船橋警察署）（管轄市中央地區、南部及西部）
- 船橋東警察署（日语：船橋東警察署）－（管轄市東部、北部）
- 高速道路交通警察隊船橋分駐隊

###### 消防
- 船橋市消防局（日语：船橋市消防局）

| - 中央消防署 - 夏見分署 - 本鄉分署 | - 東消防署 - 前原分署 - 芝山分署 - 三山分署 - 藥圓台出張所 | - 北消防署 - 行田分署 - 三咲分署 - 小室出張所 - 急救站 |
- 船橋市消防團（日语：船橋市消防団）－近年因居民往來逐漸疏離，對消防團員的募集造成影響。消防團員的減少也使得地域防災能力下降，形成隱憂。

| - 第1方面隊 - 第1分團 - 第2分團 - 第3分團 - 第4分團 - 第5分團 - 第6分團 | - 第2方面隊 - 第7分團 - 第8分團 - 第9分團 - 第10分團 - 第11分團 | - 第3方面隊 - 第12分團 - 第13分團 - 第14分團 - 第15分團 - 第20分團 | - 第4方面隊 - 第16分團 - 第17分團 - 第18分團 - 第19分團 |

##### 其他

###### 國家行政機關
- 法務省
  - 千葉地方法務局船橋支局
- 國稅廳
  - 稅務大學校（日语：税務大学校）
  - 船橋稅務署（日语：税務署）
- 國土交通省
  - 關東運輸局千葉運輸支局（日语：千葉運輸支局）習志野自動車檢查登録事務所－車牌號碼「習志野」來自船橋市習志野台。
  - 關東地方整備局（日语：関東地方整備局）船橋防災中心
- 厚生勞動省
  - HelloWork（ハローワーク）船橋（公共職業安定所）第一廳舍
  - HelloWork船橋（公共職業安定所）第二廳舍
  - HelloWork船橋（公共職業安定所）高年齡者職業諮詢室（55歲～65歲）
- 日本年金機構（日语：日本年金機構）
  - 船橋年金事務所
  - 船橋年金諮詢中心（船橋年金相談センター）
- 防衛省
  - 習志野駐屯地（日语：習志野駐屯地）

###### 縣設施
- 千葉縣立船橋縣民之森（日语：県民の森）－船橋市北部廣達15公頃的森林公園。
- 千葉縣消費者中心（日语：消費者センター）
- 船橋縣稅事務所
- 千葉縣中央旅券事務所葛南分室
- 千葉縣三番瀨衛星辦公室（サテライトオフィス）

###### 其他
- 日本紅十字會捐血室Face（献血ルームフェイス）

### 議會

#### 市議會
船橋市議會席次50席。
- 議會派系

| 派系                 | 席次 |  |
| 自由市政會（自民系） | 14   |  |
| 公明黨               | 10   |  |
| 日本共產黨           | 7    |  |
| 凛（りん）           | 6    |  |
| 眾人之黨             | 4    |  |
| 市民社會網           | 4    |  |
| 民主黨               | 3    |  |
| 無所屬               | 2    |  |

（2013年1月16日）

#### 千葉縣議會
船橋市單獨組成千葉縣議會選舉區（船橋市選舉區）。席次7席。
2011年4月10日選舉結果，自由民主黨2席、民主黨、公明黨、日本共產黨、眾人之黨、無所屬各1席。
- 2011年縣議會議員選舉結果（船橋市選舉區）

投票率：39.28%
| 候選人     | 當選 | 政黨     | 得票       |
| 石川信一   | 當   | 公明     | 25,725.277 |
| 西尾憲一   | 當   | 無所屬   | 24,168     |
| 丸山慎一   | 當   | 共產     | 19,461.722 |
| 堀江はつ   | 當   | 民主     | 19,223     |
| 齊藤守     | 當   | 自民     | 19,107     |
| 佐藤浩     | 當   | 眾人之黨 | 18,852.856 |
| 木村てつや | 當   | 自民     | 17,009     |
| 田中明     |      | 民主     | 13,924     |
| 矢野光正   |      | 自民     | 13,806     |
| 瀧口ひろし |      | 自民     | 10,475.143 |
| まきけいこ |      | 諸派     | 5,790      |

#### 國會議員
- 眾議院選舉（日语：衆議院議員選挙）：船橋市單獨組成眾議院小選舉區千葉縣第4區。
- 眾議院選舉：眾議院比例代表區與神奈川縣、山梨縣共同組成南關東地區
- 參議院選舉：參議院選區以縣為單位，屬千葉縣選舉區。

## 產業

### 第一級產業

#### 農業
- 屬近郊農業。由於平地陸續規劃為商業區與住宅區宅地，現在丘陵地帶是農作中心。農產物產出額中以蔬菜、梨為大宗。千葉縣的胡蘿蔔生產量僅次於北海道，位居全日本第2位，而船橋市產量則高居縣內第一的。稻作方面，因農家高齡化、米價下跌等因素，休耕情況日趨增加。

#### 漁業
- 過去的「船橋漁民」在千葉縣東京灣沿岸一帶活動。現在也是供應東京「江戶前（日语：江戸前）」海鮮的重要據點。海苔等養殖興盛，近年三番瀨開始進行海苔養殖，並以「三番瀨海苔」（三番瀬のり）的品牌名稱銷售。進入21世紀後，外國船隻的壓艙水造成文蛤在東京灣內生長。其中三番瀨的水產透過船橋漁港運往日本各地。過去船橋站周邊有許多販賣去殼蛤蜊的攤商，但現在已大幅減少。

### 第二級產業
- 以食品工業為中心，行程大型食品工業區。內陸地區則有「船橋高科技園區」（船橋ハイテクパーク，豐富町～鈴身町）。重化工業則分布在京葉工業地域。

#### 本社位於市內的主要企業
- AGC Techno Glass（AGCテクノグラス，旭硝子相關企業）
- ARATA (企業)（日语：あらた）（批發）
- 石井食品（日语：石井食品）（蒸煮食品製造）
- 信州志賀一（日语：信州志賀一）（味噌等上門推銷）
- 日本建鐵（電機製品等製造，三菱電機完全子公司）
- 富士食品（日语：フジフーズ）（便利商店向食品製造）
- Yuasa Funashoku（日语：ユアサ・フナショク）（食品批發、飯店經營）
- I·S·GASTEM（アイ・エス・ガステム）（液化石油氣及相關事業，住房改造）

#### 市内設置工廠的主要企業
- KEY COFFEE（日语：キーコーヒー）
- 久保田（クボタ）
- 阪上製作所
- DMG森精機
- 札幌啤酒
- 東洋電業
- 羅多倫咖啡
- 日冷食品
- 日東BEST（日语：日東ベスト）
- 日本輕金屬（日语：日本軽金属）
- 尤海姆（日语：ユーハイム）
- 餃子的王將
- 合同製鐵（日语：合同製鐵）

### 第三級產業
相對於「縣都」千葉，船橋則有「商都」之稱，顯示此地商業興盛。船橋市在歷史上是食糧物資為主的集散地、流通地。古代至中世，身為戰略上的交通要地，船橋成為兵站物資的集散地、流通地。戰國時代，近藤萬榮等人以船橋為據點活動，在勢力競爭中扮演重要角色。近世，此地則是成田參詣的宿場、江戶重要的魚農產品集散地、供給地。
近代，宿場町衰退，經濟依靠軍都發展。由於倖免於戰爭蹂躪，在戰後糧食不足的時代，此地作為海產、農產的集散地，黑市十分發達，有「日本的上海」之稱。
日本戰後經濟奇蹟時期，因首都圏的發展，大量農地改建為大型團地以容納大量勞動人口，食糧供給地的重要性逐漸下降，但物資集散地、流通地的重要性則不斷上升。船橋健康中心（1977年關閉）與中山競馬場等娛樂設施，以及江戶時代以來的遊廓等花町也蓬勃發展。
高度成長期以前，市區以舊宿場町的本町通與船橋站往南延伸的站前通為中心。1967年西武百貨店進駐國鐵船橋站南口，1977年東武百貨店進駐北口。同時，津田沼站周邊相繼有多家大型店開幕，兩站周邊形成商業區。1981年，建於船橋健康中心舊址的啦啦寶都東京灣開幕，是船橋商業區的第3核心。
進入失落的20年後，面對郊外型商店的興起與工廠用地再開發、東京都心及周邊地域的競爭、舊商業區地層下陷等，成為船橋市的課題。
市內主要大型店、購物中心
- 西武百貨店船橋店－船橋市內最古老的百貨店。
- 東武百貨店船橋店
- 伊藤洋華堂船橋店
- 津田沼巴而可－津田沼站周邊唯一位於船橋市的大型店（其他在習志野市）
- Epoca高根台 （页面存档备份，存于）
- 啦啦寶都東京灣（日语：ららぽーとTOKYO-BAY）
- ViVit南船橋（日语：ビビット南船橋）－2004年12月開幕。2005年11月由凱德集團收購。
- 宜家家居船橋－2006年4月開幕。※SSAWS滑雪场（日语：ららぽーとスキードームSSAWS）舊址。
- 永旺夢樂城船橋（日语：イオンモール船橋）－2012年4月開幕。※MaxValu（日语：マックスバリュ）新船橋店及日本建鐵船橋工廠舊址。

公營競技
- 中央競馬－中山競馬場
- 地方競馬－船橋競馬場
- 賽車－船橋賽車場（日语：船橋オートレース場）
  - 競輪場外（日语：競輪場外車券売場）－Satellite船橋（船橋內）

## 交通
鐵路網十分發達，共有9條路線，37站。大多是從都心延伸至郊外的東西向路線。另一方面，市內南北向鐵路網較少，僅西端的JR武藏野線、JR京葉線（路線一部分，連絡西船橋站的支線）與野田線、新京成線。另也缺乏南北向主要道路，有慢性交通擁堵、交通機關分布不均等問題。

### 鐵路
東日本旅客鐵道（JR東日本）
- 總武快速線：船橋站 - （津田沼站）
- 中央·總武緩行線：下總中山站 - 西船橋站 - 船橋站 - 東船橋站 - （津田沼站）
  - 津田沼站的站舍跨過船橋市與習志野市。（正式所在地是習志野市）
- 武藏野線：船橋法典站 - 西船橋站
- 京葉線：西船橋站 - 南船橋站

東京地下鐵
- 東西線：原木中山站 - 西船橋站

東葉高速鐵道
- 東葉高速線：西船橋站 - 東海神站 - 飯山滿站 - 北習志野站 - 船橋日大前站

京成電鐵
- 京成本線：京成中山站 - 東中山站 - 京成西船站 - 海神站 - 京成船橋站 - 大神宮下站 - 船橋競馬場站

新京成電鐵
- 新京成線：二和向台站 - 三咲站 - 瀧不動站 - 高根公團站 - 高根木戶站 - 北習志野站 - 習志野站 - 藥園台站 - 前原站

北總鐵道
- 北總線：小室站

東武鐵道
- 野田線（東武都市公園線）：船橋站 - 新船橋站 - 塚田站 - 馬込澤站

### 路線巴士
- 船橋新京成巴士（日语：船橋新京成バス）
- 習志野新京成巴士（日语：習志野新京成バス）
- 京成巴士
- 京成巴士系統（日语：京成バスシステム）
- 京成交通巴士（日语：京成トランジットバス）
- 千葉彩虹巴士（日语：ちばレインボーバス）

### 高速巴士
- 船橋站、西船橋站～羽田機場（京成巴士、京濱急行巴士）
- 西船橋站～富士急高原樂園（京成巴士、富士急山梨巴士（日语：富士急山梨バス））
- 【夜行】西船橋站～仙台站（成田空港交通、宮城交通（日语：宮城交通））
- 【夜行】西船橋站～名古屋站（京成巴士、JR東海巴士）
- 【夜行】海濱幕張站、西船橋站～堺站、和歌山站・和歌山市站（成田空港交通、和歌山巴士（日语：和歌山バス））
- 【夜行】海濱幕張站、西船橋站～天理站、奈良站、王寺站、五位堂站（京成巴士、奈良交通（日语：奈良交通））
- 【夜行】千葉中央站、西船橋站～新大阪站、大阪梅田、神戶三宮（京成巴士，阪急巴士（日语：阪急バス））
- 【夜行】鎌取站、千葉站、西船橋站～大津站、京都站（千葉中央巴士（日语：千葉中央バス））

### 深夜急行巴士
- 新橋站、有樂町站、東京站→西船橋站→成田站、成田機場（成田空港交通）
- 新橋站、有樂町站、東京站→西船橋站→行田團地、桐畑（京成巴士）
- 新橋站、有樂町站→船橋站→京成佐倉站（千葉綠巴士（日语：ちばグリーンバス））
- 新橋站、有樂町站・東京站→船橋站→鎌谷大佛（船橋新京成巴士（日语：船橋新京成バス））

### 道路
高速道路、收費道路
- 京葉道路
  - 船橋IC - 花輪IC
- 東關東自動車道
  - 船橋市內無交流道。冠上市名的谷津船橋IC是位在習志野市。

一般國道
- 國道14號（千葉街道、房總街道）
- 國道16號（東京環狀）
- 國道296號（日语：国道296号）（成田街道、佐倉街道（日语：佐倉街道））
- 國道357號（東京灣岸道路、臨港道路（日语：臨港道路））
- 國道464號（日语：国道464号）（大町梨街道、宗吾街道）

縣道
- 主要地方道
  - 千葉縣道8號船橋我孫子線（日语：千葉県道8号船橋我孫子線）（通称船取線）
  - 千葉縣道9號船橋松戶線（日语：千葉県道9号船橋松戸線）
  - 千葉縣道15號千葉船橋海濱線（日语：千葉県道15号千葉船橋海浜線）
  - 千葉縣道39號船橋停車場線（日语：千葉県道39号船橋停車場線）
  - 千葉縣道57號千葉鎌谷松戶線（日语：千葉県道57号千葉鎌ケ谷松戸線）（実籾街道）
  - 千葉縣道59號市川印西線（日语：千葉県道59号市川印西線）（木下街道）
  - 千葉縣道69號長沼船橋線（日语：千葉県道69号長沼船橋線）（御成街道）
- 一般縣道
  - 千葉縣道135號津田沼停車場前原線（日语：千葉県道135号津田沼停車場前原線）
  - 千葉縣道156號船橋埠頭線（日语：千葉県道156号船橋埠頭線）
  - 千葉縣道179號船橋行德線（日语：千葉県道179号船橋行徳線）
  - 千葉縣道180號松戶原木線（日语：千葉県道180号松戸原木線）
  - 千葉縣道189號千葉新市鎮北環狀線（日语：千葉県道189号千葉ニュータウン北環状線）
  - 千葉縣道193號小室停車場復線（日语：千葉県道193号小室停車場復線）
  - 千葉縣道203號下總中山停車場線（日语：千葉県道203号下総中山停車場線）
  - 千葉縣道283號若宮西船市川線（日语：千葉県道283号若宮西船市川線）
  - 千葉縣道288號夏見小室線（日语：千葉県道288号夏見小室線）

### 港灣
- 千葉港（特定重要港灣（日语：特定重要港湾））
  - 船橋港園區（船橋ボートパーク）－遊艇停泊、保管設施[10]

## 姊妹、友好都市
- 海沃德（美國加州）
1986年11月7日締結。
- 奧登斯（丹麥南丹麥區）
1989年4月6日締結。
- 西安市（中華人民共和國陝西省）
1994年11月2日締結。

## 觀光

### 景點
- 船橋安徒生公園
- 市民文化廳的夾竹桃－作家太宰治於1935年至1936年居住於船橋時所種植的夾竹桃木。
- 三番瀨－沿岸為工業區，部分濕地成立船橋三番瀨海濱公園。
- 吉澤棒球史料保存館（日语：吉澤野球史料保存館）－個人收集的棒球博物館。特別是有許多戰前業餘棒球的史料。

### 遺跡、文化財

#### 城址跡
- 八木谷城
- 小野田城
- 金堀城（日语：金堀城）
- 楠山城
- 小穴城
- 坪井城
- 洒山城
- 高根城（日语：高根城）
- 金杉城（日语：金杉城）
- 米崎城（日语：米ケ崎城）
- 飯山滿城
- 夏見城（日语：夏見城）
- 船橋城
- 花輪城
- 小栗原城

#### 文化財
- 請參照船橋市指定文化財一覽（日语：船橋市指定文化財一覧）。

## 節慶活動
- 二宮神社式年大祭（日语：下総三山の七年祭り） - 丑年與末年11月進行，以下為參加神社：
  - 船橋市－二宮神社（日语：二宮神社 (船橋市)），八王子神社（日语：八王子神社 (船橋市)）（古和釜）
  - 千葉市－子安神社（花見川區畑、花見川區幕張），三代王神社（日语：三代王神社）（花見川區武石）
  - 習志野市－菊田神社（日语：菊田神社）（津田沼），大原大宮神社（日语：大原大宮神社）（實籾）
  - 八千代市－時平神社（大和田・萱田町）、高津比咩神社（日语：高津比咩神社）（高津）
- 船橋市民祭 7月下旬
- 奉納相撲（意富比神社：船橋大神宮）10月20日

## 船橋市人物

### 知名人物
政治家
- 野田佳彦（政治家）（第95任內閣總理大臣）

藝人
| - 相葉裕樹（演員） - 秋元才加（前AKB48、出身地為松戶市） - 伊藤淳史（演員） - 山下智久（前NEWS、演員、歌手） - 長谷川京子（女演員、時尚模特兒） - 西脇美智子（健美、女演員、特技演員） - 市井紗耶香（前早安少女組、歌手、藝人） - 山本梓（藝人） | - 吉木莉莎（藝人） - 石村舞波（前Berryz工房、偶像） - 佐久間紅美（聲優） - 渡邊明乃（聲優） - 倉木麻衣（歌手） - 奧華子（音樂人） - 船梨精（吉祥物） |

運動選手
- 大野俊三（前足球選手）
- 名塚善寛（前足球選手）
- 酒井勉（前職棒選手）

其他
- 遠藤雅也（北海道電視台播音員）